# Bisdom San Marcos
Het bisdom San Marcos (Latijn: Dioecesis Sancti Marci in Guatimala) is een rooms-katholiek bisdom met als zetel San Marcos, in Guatemala. Het bisdom is suffragaan aan het aartsbisdom Los Altos Quetzaltenango-Totonicapán. 

## Geschiedenis
Het bisdom werd opgericht op 10 maart 1951, uit delen van het bisdom Quetzaltenango, en was suffragaan aan het aartsbisdom Guatemala. Op 22 juli 1961 verloor het gebied bij de oprichting van de territoriale prelatuur Huehuetenango. Op 13 februari 1996 veranderde het van kerkprovincie en werd suffragaan aan het aartsbisdom Los Altos Quetzaltenango-Totonicapán. 

## Parochies
Het bisdom had in 2022 een oppervlakte van 3.791 km2 en telde 1.172.210 inwoners waarvan 63,0% rooms-katholiek was.

## Bisschoppen
- Jorge García Caballeros (apostolisch administrator: 10 maart 1951 - 5 april 1955)

- Celestino Miguel Fernández Pérez (30 november 1955 - 7 december 1971)
- Próspero Penados del Barrio (7 december 1971 - 1 december 1983; hulpbisschop sinds 28 juli 1966)
- Julio Amílcar Bethancourt Fioravanti (4 april 1984 - 10 maart 1988)
- Alvaro Leonel Ramazzini Imeri (15 december 1988 - 14 mei 2012; kardinaal in 2019)
- Carlos Enrique Trinidad Gómez (4 november 2014 - 9 mei 2018)
- Bernabé de Jesús Sagastume Lemus (11 januari 2021 - heden)

## Galerij van afbeeldingen

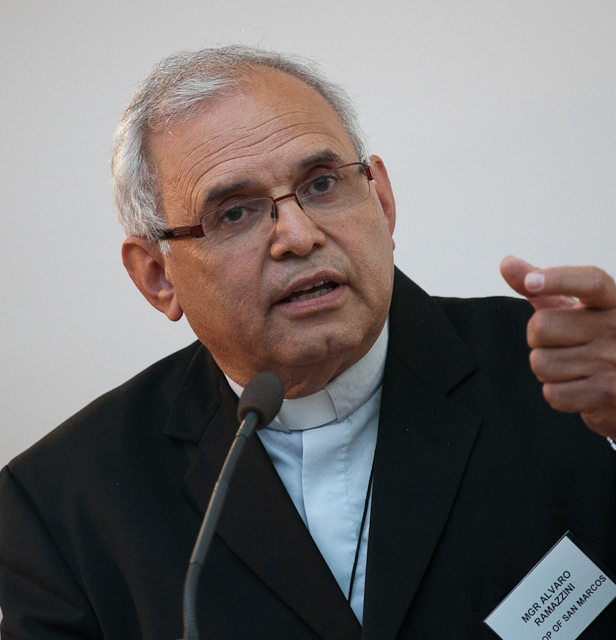
Bisschop Alvaro Leonel Ramazzini Imeri (1988-2012), kardinaal in 2019
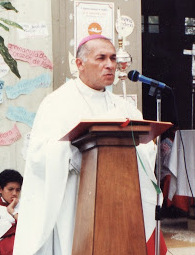
Bisschop Próspero Penados del Barrio (1971-1983)